# Greniera ivanovae
Greniera ivanovae är en tvåvingeart som beskrevs av Ivashchenko 1970. Greniera ivanovae ingår i släktet Greniera och familjen knott. Inga underarter finns listade i Catalogue of Life.